# Chrysophyllum gorungosanum
Chrysophyllum gorungosanum är en tvåhjärtbladig växtart som beskrevs av Adolf Engler. Chrysophyllum gorungosanum ingår i släktet Chrysophyllum och familjen Sapotaceae. Inga underarter finns listade i Catalogue of Life.